# Nelson Ledesma
Nelson Ledesma (* im 20. Jahrhundert) ist ein ehemaliger uruguayischer Fußballspieler.

## Karriere
Mittelfeldakteur Ledesma gehörte spätestens seit der Zweitligasaison 1985 dem Kader von Liverpool Montevideo an. Bis 1987 spielte er mit dem Klub in der Segunda División. Am Saisonende stieg er unter Trainer Julio César Antúnez in die Primera División auf und stand dabei beim entscheidenden 3:1-Sieg über Racing auf dem Platz. Auch in den beiden Erstligaspielzeiten 1988 und 1989 war er für die Montevideaner aktiv.